# Рассошка (приток Шиворони)
Рассошка — река в Тульской области России, протекает по территории Узловского и Киреевского районов. Устье реки находится в 28 км по правому берегу реки Шиворони. Длина реки составляет 14 км.

## Данные водного реестра
По данным государственного водного реестра России относится к Окскому бассейновому округу, водохозяйственный участок реки — Упа от истока и до устья, речной подбассейн реки — Бассейны притоков Оки до впадения Мокши. Речной бассейн реки — Ока.
Код объекта в государственном водном реестре — 09010100312110000018970.